# اندیس قنات سیر ۲
قنات سیر ۲ یک اندیس فلزی است که در حوالی شهر بردسیر استان کرمان قرار دارد و مادهٔ معدنی موجود در آن، مس است.سنگ میزبان این اندیس آندزیت ، آذر آواری و توف است و دیرینگی آن به دوران ائوسن می‌رسد. در این اندیس، پاراژنز‌های مالاکیت ، آزوریت ، کالکوسیت ، گالن ، کوارتز یافت می‌شوند.